# Пламен Петров (музикален редактор)
Вижте пояснителната страница за други личности с името Пламен Петров.
Пламен Петров е български музикант, музикален редактор и оформител в БНР.
Завършва Академията за музикално и танцово изкуство в Пловдив. През 1973 г. е назначен за музикален оформител в БНР. През годините е осъществил множество музикални оформления на радиопиеси, радиотеатри, музикални и публицистични предавания, сигнали, клипове и други в БНР.